# Salzkammergut Mountainbike Trophy

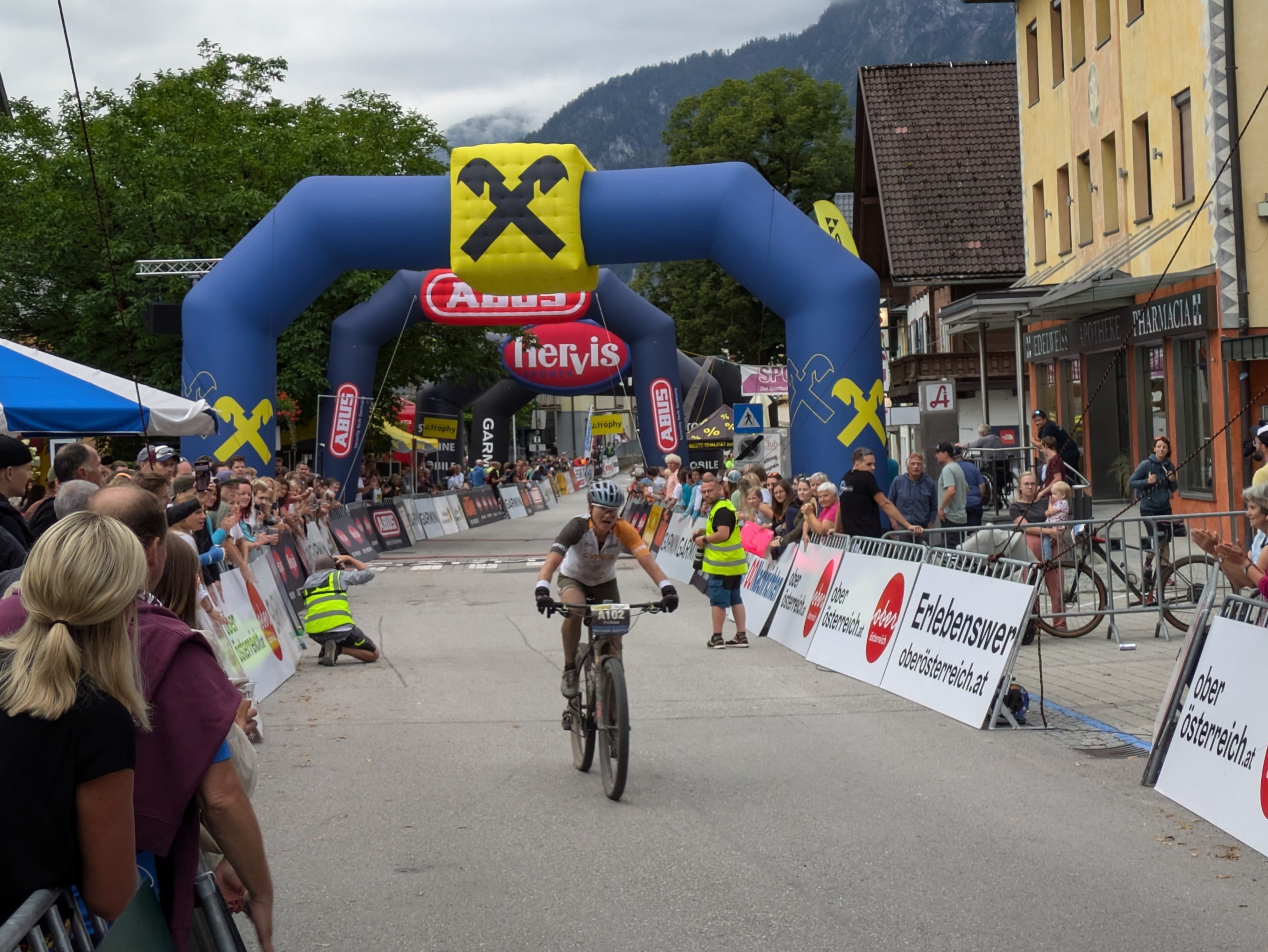
Start- und Zielgelände der Salzkammergut Trophy

Die Salzkammergut Mountainbike Trophy (auch Salzkammergut Trophy) ist mit fast 3500 Teilnehmern der teilnehmerstärkste Mountainbike-Marathon Österreichs. Die Extremstrecke über mehr als 200 km Länge und 7000 hm zählt zu den anspruchsvollsten Eintages-Marathons Europas.

## Organisation
Die Veranstaltung findet seit 1998 jährlich am zweiten Juliwochenende statt. Mittlerweile gibt es sieben verschiedene Wettkampfdistanzen mit unterschiedlich hohen konditionellen und technischen Anforderungen. Die Strecken führen durch die UNESCO Welterberegion Hallstatt-Dachstein-Salzkammergut. Das Zentrum der Veranstaltung sowie das Ziel aller Marathonstrecken befindet sich in Bad Goisern am Hallstättersee. Für weitere Streckenvarianten ist der Start in Obertraun und Bad Ischl.
Im Rahmen der Salzkammergut Trophy werden neben dem XC-Marathon weitere Wettbewerbe ausgerichtet:
- Scott Junior Trophy für Kinder und Jugendliche
- Bosch (e)-MTB-Schnitzeljagd für E-Bikes
- Gravel-Marathon für Gravelbikes
- Unicycle-Marathon für Einräder

Im Jahr 2020 wurde das Rennen aufgrund der Einschränkungen durch die COVID-19-Pandemie erstmals um eine Trophy Individuell ergänzt. Dazu waren die Strecken über die gesamte Saison bis Oktober ausgeschildert und an den Steigungen mit einer automatisierten Zeiterfassung  ausgestattet. Damit war es möglich, die Strecken individuell abzufahren, wobei nur die Anstiege in die Messung und die die Wertung  einflossen.
Im Jahr 2022, zum 25. Jubiläum der Veranstaltung, fand das Rennen ohne Einschränkungen statt und konnte 2.800 Mountainbiker und Mountainbikerinnen begeistern.

## Sieger und Siegerinnen auf der Extremstrecke (A)
| Männer - 1998 Gerhard Katzmayer - 1999 Gerrit Glomser - 2000 Gerrit Glomser - 2001 Stefan Danowski - 2002 Tinker Juarez - 2003 Wolfgang Fasching - 2004 Thomas Hödlmoser - 2005 Willi Vorderderfler - 2006 Stefan Kogler - 2007 Tomas Trunschka - 2008 Thomas Dietsch - 2009 Lukas Kubis - 2010 Erwin Dietrich - 2011 Wolfgang Krenn - 2012 Ondřej Fojtík - 2013 Luis Leao Pinto - 2014 Hansueli Stauffer - 2015 Andreas Seewald - 2016 Andreas Seewald - 2017 Konny Looser - 2018 Konny Looser - 2019 Konny Looser - 2020 Martin Ludwiczek - 2021 Konny Looser - 2022 Konny Looser - 2023 Philip Handl - 2024 Philip Handl - 2025 Manuel Pliem | Frauen - 1998 keine Siegerin - 1999 keine Siegerin - 2000 Claudia Titolo - 2001 keine Siegerin - 2002 keine Siegerin - 2003 Anita Krenn - 2004 Louise Kobin - 2005 Anita Waiß - 2006 Andrea Huser - 2007 Anita Waiß - 2008 Andrea Huser - 2009 Gisela Makowski - 2010 Ewelyna Ortyl - 2011 Rosemarie Steinreiber - 2012 Natascha Binder - 2013 Katja Henschel - 2014 Milena Cesnaková - 2015 Milena Cesnaková - 2016 Sabine Sommer - 2017 Sabine Sommer - 2018 Sabine Sommer und Barbara Mayer - 2019 Katharina Fiala - 2020 Sabine Schneider - 2021 Nikol Flašarová - 2022 Barbara Mayer - 2023 Bianca Somavilla - 2024 Bianca Somavilla - 2025 Theresa Rindler-Bachl |